# مرسدس کررا
مرسدس کررا (انگلیسی: Mercedes Carrera؛ زادهٔ ۳۰ نوامبر ۱۹۸۲) بازیگر پورنوگرافی اهل ایالات متحده آمریکا است.